# HMS Bayntun (K310)
HMS Bayntun (K310) là một tàu frigate lớp Captain của Hải quân Hoàng gia Anh hoạt động trong Chiến tranh Thế giới thứ hai. Nó nguyên được Hoa Kỳ chế tạo như một tàu hộ tống khu trục lớp Evarts, và chuyển giao cho Anh Quốc theo Chương trình Cho thuê-Cho mượn (Lend-Lease). Nó là chiếc tàu chiến duy nhất của Hải quân Anh được đặt tên theo Đô đốc Henry William Bayntun (1766-1840), người từng tham gia các cuộc Chiến tranh Cách mạng Hoa Kỳ, Chiến tranh Cách mạng Pháp và Chiến tranh Napoleon. Nó đã phục vụ cho đến khi chiến tranh kết thúc tại Châu Âu, hoàn trả cho Hoa Kỳ năm 1945 nhưng rút biên chế và xóa đăng bạ ngay sau đó, và cuối cùng bị bán để tháo dỡ vào năm 1947.

## Thiết kế và chế tạo
Những tàu frigate lớp Captain thuộc phân lớp Evarts có chiều dài chung 289 ft 5 in (88,21 m), mạn tàu rộng 35 ft 1 in (10,69 m) và độ sâu mớn nước khi đầy tải là 8 ft 3 in (2,51 m). Chúng có trọng lượng choán nước tiêu chuẩn 1.140 tấn Anh (1.160 t); và lên đến 1.430 tấn Anh (1.450 t) khi đầy tải. Hệ thống động lực bao gồm bốn động cơ diesel General Motors Kiểu 16-278A nối với bốn máy phát điện để vận hành hai trục chân vịt; công suất 6.000 hp (4.500 kW) cho phép đạt được tốc độ tối đa 21 kn (24 mph; 39 km/h), và có dự trữ hành trình 4.150 nmi (4.780 mi; 7.690 km) khi di chuyển ở vận tốc đường trường 12 kn (14 mph; 22 km/h).
Vũ khí trang bị bao gồm ba pháo 3 in (76 mm)/50 cal trên tháp pháo nòng đơn có thể đối hạm hoặc phòng không, một khẩu đội 1,1 inch/75 caliber bốn nòng và chín pháo phòng không Oerlikon 20 mm. Vũ khí chống ngầm bao gồm một dàn súng cối chống tàu ngầm Hedgehog Mk. 10 (có 24 nòng và mang theo 144 quả đạn); hai đường ray Mk. 9 và tám máy phóng K3 Mk. 6 để thả mìn sâu.
Bayntun được đặt lườn như là chiếc DE-1 tại Xưởng hải quân Boston ở Boston, Massachusetts vào ngày 5 tháng 4, 1942; nó được hạ thủy vào ngày 27 tháng 6, 1942, được đỡ đầu bởi bà Diana V.K. Evans-Lombe. Con tàu được chuyển giao cho Anh vào ngày 20 tháng 1, 1943, mang ký hiệu lườn K310, và nhập biên chế cùng Hải quân Hoàng gia Anh dưới quyền chỉ huy của Hạm trưởng, Thiếu tá Hải quân F. Gwynne-Jones.

## Lịch sử hoạt động
Bayntun rời Boston vào tháng 2, 1943 để đi đến Bermuda ngang qua thành phố New York. Được phân về Đội hộ tống 44 trực thuộc Bộ chỉ huy Tiếp cận phía Tây, nó cùng với tàu chị em Bazely (K311) khởi hành đi vịnh Chesapeake vào ngày 2 tháng 4, nơi họ được chất tải tiếp liệu để vận chuyển sang Anh. Tuy nhiên, trước khi lên đường đi sang quần đảo Anh, Bayntun cần quay trở lại Bermuda để đón nhân sự thuộc thủy thủ đoàn, vốn đang bị cách ly tại đây do mắc bệnh ban đỏ. Cuối cùng nó cùng tàu chị em Berry (K312) lên đường vào ngày 15 tháng 4, và hai chiếc tàu frigate lớp Captain đi đến Derry, Bắc Ireland vào ngày 23 tháng 4.

### Phục vụ cùng Hải quân Hoàng gia
Được phân về Đội Hộ tống B 4 và hoạt động từ căn cứ Derry, Bayntun được sửa chữa những hư hại trong quá trình vượt Đại Tây Dương tại Liverpool trong tháng 5, rồi lên đường đi Bermuda. Nó tham gia hộ tống Đoàn tàu HX 250 đi New York vào ngày 30 tháng 7, rồi từ đây hộ tống hai tàu buôn SS Biscaya và SS Bruarfoss tách khỏi đoàn tàu để đi đến Iceland, trước khi bản thân nó tiếp tục đi Belfast, Bắc Ireland.
Vào tháng 9, một tai nạn tại phòng động cơ phía trước của Bayntun đã gây hư hại đáng kể và ngập nước. Việc sửa chữa trong xưởng tàu tại Belfast kéo dài cho đến ngày 6 tháng 12.
Sau khi rời Belfast, Bayntun gia nhập trở lại Đội hộ tống B 4 tại Derry, và khởi hành vào ngày 5 tháng 1, 1944 trong thành phần hộ tống cho Đoàn tàu OS 64. Các tàu hộ tống phát hiện một tàu ngầm đối phương vào ngày hôm sau 6 tháng 1, và tổ chức truy lùng. Bayntun phát hiện chiếc U-boat lúc trời sụp tối và tiến hành ba lượt tấn công bằng mìn sâu; sau đó có tàu corvette Canada HMCS Camrose (K154) cùng tham gia, tấn công thêm năm lượt mìn sâu khác. Bayntun vớt được những mảnh xác tàu trong những vệt dầu diesel lớn, và tuyên bố đợt tấn công đã thành công. Nghiên cứu tài liệu lưu trữ sau chiến tranh cho thấy hoạt động phối hợp tấn công của Bayntun và Camrose đã đánh chìm tàu ngầm Đức U-757.
Đi đến Gibraltar vào ngày 17 tháng 1, Bayntun lại lên đường vào ngày 22 tháng 1 cho hành trình quay trở về, và về đến cảng nhà vào ngày 2 tháng 2. Nó được sửa chữa những hư hại trong chuyến đi và được nghỉ ngơi một thời gian ngắn, trước khi tiếp tục một chuyến đi khác sang Gibraltar vào ngày 13 tháng 2. Nó lại tiếp tục đụng độ với một tàu ngầm U-boat đối phương tại vịnh Biscay vào ngày 10 tháng 3. Trong quá trình truy lùng, đối phương đã phóng ngư lôi đánh chìm chiếc tàu corvette Asphodel (K56) một ngày trước đó; và những đợt tấn công mà Bayntun phối hợp cùng với tàu corvette Clover (K134) không mang lại kết quả; nó quay trở về Derry vào ngày 13 tháng 3.
Trong những tháng tiếp theo, Bayntun tiếp nối nhiệm vụ buồn tẻ nhưng quan trong khi hộ tống bảo vệ các đoàn tàu vận tải. Vào tháng 8, nó tham gia chiến dịch mang mật danh "CX" đối phó với các hoạt động gần bờ của tàu ngầm U-boat đối phương. Vào ngày 1 tháng 9, sau khi tàu corvette Hurst Castle (K416) bị trúng ngư lôi và đắm tại vị trí cách 11 mi (18 km) về phía Bắc đảo Tory, Ireland, nó đã tham gia cuộc truy lùng kẻ tấn công nhưng không mang lại kết quả. Sau khi giải tán Đội hộ tống B 4, con tàu được điều sang Đội hộ tống 10 và tiếp tục đặt căn cứ hoạt động tại Derry. Vào ngày 27 tháng 10, nó được điều đi hộ tống bảo vệ cho chiếc SS Empire Almond, vốn đã bị tách ra khỏi Đoàn tàu KMS 67, đồng thời tấn công những tàu U-boat được cho là có mặt trong khu vực. Một lần nữa nó không tìm thấy dấu hiệu nào cho biết đợt tấn công đã thành công. Khi tuần tra tại khu vực eo biển Manche vào ngày 21 tháng 11, nó vớt được thi thể bốn thủy thủ từ tàu đánh cá vũ trang HMS Transvaal vốn đã bị đánh chìm trước đó.
Khởi hành từ Scapa Flow vào cuối tháng 1, 1945, Bayntun hoạt động phối hợp cùng các tàu frigate Brathwaite (K458) và Loch Eck (K422) vào ngày 3 tháng 2 trong việc đánh chìm tàu ngầm U-1279. Trong chuyến hải hành tiếp theo xuất phát từ Scapa Flow vào ngày 9 tháng 2, nó phát hiện một chiếc U-boat đối phương vào ngày 14 tháng 2, kêu gọi sự trợ giúp từ Brathwaite, Loch Eck và Loch Dunvegan (K425), và đã cùng nhau đánh chìm tàu ngầm U-989, cứu vớt được sáu người sống sót. Ba ngày sau, nó lại phối hợp cùng Loch Eck tiêu diệt tàu ngầm U-1278.
Tham gia Tuần tra Portsmouth vào ngày 11 tháng 3, Bayntun phát hiện một tàu ngầm U-boat đối phương mười ngày sau đó, nhưng đợt tấn công tiếp theo không mang lại kết quả. Đến ngày 25 tháng 3, nó cùng Loch Eck điều tra một tàu ngầm U-boat bị đắm, và đến ngày 26 tháng 4 nó tham gia một cuộc tấn công khác mà nó tin là đã thành công; tuy nhiên tài liệu của Hải quân Đức thu được sau chiến tranh không ghi nhận tổn thất nào vào ngày này. Khi chiến tranh chấm dứt tại Châu Âu, nó tham gia hộ tống tám tàu U-boat Đức đầu hàng đi từ Stavanger, Na Uy đến Scotland vào ngày 27 tháng 5; sau khi đến nơi ba ngày sau đó, nó lại tiếp tục đi đến Bergen, Na Uy cho chuyến hộ tống tiếp theo. Đi đến Scapa Flow vào ngày 4 tháng 6, chiếc frigate tiếp tục đi đến nơi nó tham gia thành phần hộ tống cho Đoàn tàu Apostle khởi hành vào ngày hôm sau.

### Hoàn trả cho Hoa Kỳ
Được đưa về thành phần dự bị hạng "B", vào 14 tháng 6, 1945, Bayntun được hoàn trả lại cho Hoa Kỳ tại Harwich, Anh vào ngày 22 tháng 8, 1945, nhằm giảm bớt chi phí mà Anh phải trả cho Hoa Kỳ trong Chương trình Cho thuê-Cho mượn (Lend-Lease). Con tàu nhập biên chế cùng Hải quân Hoa Kỳ cùng ngày hôm đó như là chiếc USS Bayntun (DE-1) dưới quyền chỉ huy của Hạm trưởng, Thiếu tá Hải quân John E. Shinners; thành phần thủy thủ đoàn của nó vốn vừa đưa chiếc tàu tuần tra USS Fury (PG-69) hoàn trả cho Anh trong Chương trình Cho thuê-Cho mượn ngược.
USS Bayntun gia nhập Đội đặc nhiệm 21.3 và rời vùng biển ngoài khơi Kent vào ngày 29 tháng 8 để quay trở về Hoa Kỳ, về đến Xưởng hải quân Philadelphia vào ngày 8 tháng 9. Nó được cho xuất biên chế tại Philadelphia, Pennsylvania vào ngày 19 tháng 10, 1945, và tên nó được rút khỏi danh sách Đăng bạ Hải quân vào ngày 1 tháng 11, 1945. Con tàu bị bán cho hãng Thomas Harris Barker tại New Jersey vào ngày 17 tháng 6, 1947 để tháo dỡ.